# Angela Brito
Angela Brito é uma estilista cabo-verdiana, dona da marca homônima, radicada no Rio de Janeiro. Em 2022 foi incluída na lista das 10 diretoras criativas da moda para conhecer da revista Marie Claire Brasil. Já vestiu várias celebridades brasileiras como Camila Pitanga, Taís Araújo, Luedji Luna e Zezé Motta.

## Percurso
Nasceu em Santa Catarina de Santiago, em Cabo Verde. Aos 10 anos mudou-se para Portugal. Vive no Rio de Janeiro desde 1994.
Desde criança que a moda faz parte da sua vida, através de brincadeiras em torno da máquina de costura da mãe. Fazia roupas em miniatura para testar modelagens.
A sua inspiração veio da família, do interior da ilha de Santiago, e muito ligada à tradição e às memórias afectivas das roupas dos familiares, bem como da austeridade e rigidez das roupas em contraste com as atitudes leves.
Após concluir o ensino secundário, tentou concorrer a uma bolsa de estudos para estudar Moda, mas não foi possível devido à ausência de mercado nessa área em Cabo Verde. Optou, ao invés, por estudar Engenharia de Telecomunicações na Universidade Federal Fluminense (UFF), no Rio de Janeiro, que não concluiu. Terminou a formação mais tarde, na mesma área, no Centro Federal de Educação Tecnológica (CEFET).
As primeiras experiências de trabalho nessa área de formação foram na empresa EMBRATEL e na Globo, na área de tecnologia, onde ficou quatro anos. Paralelamente, foi fazendo cursos de moda, tendo-se demitido para se dedicar exclusivamente à moda e a criação da sua marca.
A motivação para se tornar uma empreendedora na moda veio de não se ver contemplada enquanto mulher negra e apaixonada pela moda, nesse mercado.
Em 2014, Angela Brito criou a sua própria marca, com o mesmo nome, que tem por valores diversidade e inclusão. Promove o diálogo entre a tradição e a vanguarda, e tem o propósito de mudar as narrativas, principalmente estéticas, relacionadas com África.
Em 2018, teve o seu primeiro desfile, na Casa dos Criadores.
No dia 16 de outubro de 2019, estreou-se na São Paulo Fashion Week, com uma coleção intitulada Fuga. Neste evento, foi uma das poucas estilistas negras a marcar presença. Neste desfile, a equipa de produção era maioritariamente negra, e as modelos eram todas pessoas negras.
Em 2020 e 2021, voltou a estar presente na São Paulo Fashion Week, com as colecções Identidade e Arquivo, respectivamente.

## Reconhecimentos
As criações da marca Angela Brito foram destaque em várias revistas brasileiras, entre as quais Elle, Marie Claire, Bazaar e Vogue.
Foi seleccionada para a segunda fase do #MovimentoELLe, projecto que busca impulsionar o desenvolvimento sustentável entre pequenos e médios empreendedores de moda.
A revista Marie Claire Brasil seleccionou-a como uma das dez diretoras criativas da moda para conhecer e prestigiar. 
Angela Brito já vestiu artistas e personalidades como as atrizes Camila Pitanga, Taís Araújo, Zezé Motta, Flávia Oliveira, Jéssica Ellen, a escritora Giovana Xavier, a comunicadora Luiza Brasil e a cantora Luedji Luna. São todas vozes ativas em seus respectivos campos de atuação, alinhadas a essa busca por novas narrativas que as roupas da marca representam.